# Аронов, Рувим Львович
Рувим Львович Аронов (4 декабря 1955, Батуми — 11 декабря 2016, Израиль) — украинский государственный, спортивный и криминальный деятель.
В 2002 году был удостоен звания «Заслуженный работник физической культуры и спорта Украины».

## Биография
В 1972 году окончил батумскую среднюю школу № 20, в 1974 году — Батумское мореходное училище. С 1974 по 1976 год проходил срочную службу в рядах Советской Армии.
В 1978 году приехал в Симферополь, где начал трудовую деятельность водителем, работал в Симферополе на фабрике им. Крупской, с 1982 года — водитель Крымской автобазы «Укрконсервпром», затем — экспедитор и старший инженер по снабжению Крымского ЦНТИ. В 1983—1984 годах — заместитель директора Симферопольского техникума общественного питания.
С 1984 по 1989 год — заместитель директора Крымского академического русского драматического театра им. Горького.
С 1989 года работал в футбольном клубе «Таврия»: сначала администратором команды, затем начальником команды, а с 1996 по 2003 годы был генеральным директором АОЗТ ФК «Таврия».
В 2003 году уволился из АОЗТ ФК «Таврия» (Симферополь) и перешёл на работу в Украинскую ассоциацию футбола.
Занимался общественно-политической деятельностью: с 1995 по 1998 годы — депутат Симферопольского городского Совета, с 1998 года — депутат Верховного Совета Автономной Республики Крым III (1998—2002), IV (2002—2006) и V (2006—2009) созывов.
Скончался вследствие онкологического заболевания.

### Семья
Был женат, воспитывал сына. Первая жена — Тамара Аронова — была министром культуры АРК в 2002—2006 годах, Заслуженный работник культуры АРК (2006). Два сына.

## Криминальная история
В августе 2006 года были арестованы 20 членов преступной группировки «Башмаки», причастных к ряду убийств и похищений на территории Крыма, а также в Киеве, Херсоне, Харькове и Запорожье; в международный розыск были объявлены главари «башмаков», среди которых был Рувим Аронов (Рома), скрывшийся в Израиле.
Был задержан в марте 2008 года в Киеве по подозрению в организации ряда заказных убийств (его задержали в аэропорту «Борисполь», куда он прибыл из Израиля на юбилей клуба «Таврия»). В августе 2009 года он был приговорен к четырём годам колонии по ст. 286, ч. 2 УК Украины за аварию со смертельным исходом (в 2002 году по дороге в симферопольский аэропорт он сбил пожилую женщину).
В декабре 2011 года Киевский районный суд Симферополя вынес оправдательный приговор Рувиму Аронову, который обвинялся в организации группировки «Башмаки» и соучастии в двух убийствах. Крымская прокуратура в лице тогдашнего старшего прокурора симферопольского Главного управления Генеральной прокуратуры Н. В. Поклонской оспорила амнистию и оставила Аронова под стражей. Однако уже в январе 2012 года он был отпущен на свободу.